# Humularia sudanica
Humularia sudanica är en ärtväxtart som beskrevs av Paul Auguste Duvigneaud. Humularia sudanica ingår i släktet Humularia och familjen ärtväxter. Inga underarter finns listade i Catalogue of Life.